# Color Humano
Pour les articles homonymes, voir Color et Humano.
Color Humano est un groupe de rock métis espagnol, originaire de Paris, en France.

## Biographie
Color Humano est formé en 1994 dans le squat de la Moskova à Paris, en France, et établi en 1995 à Barcelone, en Espagne.  Color Humano a fait une multitude de concerts dans les circuits indépendants, des tournées en Europe et au Mexique. Trois albums, Moskowa libre (1995, Tralla Records), Hambre de vida (1997, Tralla Records) et Burundanga (1999, Edel Music), sont enregistrés entre 1995 et 1999 et une pause se fait entre 2003 et 2009. 
Le groupe revient et enregistre un quatrième album, Madibá, sorti en 2010. Une des caractéristiques du groupe est sa grande diversité instrumentale avec ses sept musiciens (batterie, basse, percussion, harmonica, guitare et deux voix) ; « un Sétois, deux Rochelais, un Parisien, un Andalou, un Catalan et une Napolitaine ». 
Les influences viennent de la musique latine, du fusion flamenco, du punk, du rock, mais aussi du reggae.

## Membres
- José « ElKapel » Capel — chant, guitare
- Stéphane « Farmo » Laidet — harmonica
- Francisco « Rubio » Guisado — guitares
- Franck « Kyfpercu »  Fiedler — percussions
- Pascal Leblond — batterie
- Aurora Alifuoco — chœurs
- Fran Martinez Diez — basse
- Franck Vaillant — batterie sur Moskowa libre

## Discographie

### Albums studio
- 1995 : Moscowa libre
- 1997 : Hambre de vida
- 1999 : Burundanga
- 2010 : Madibá

### Collaborations principales
- 1997 : Para todos todo nada para nosotros (Gridalo Forte Records, compilation)
- 1999 : Radical mestizo (Revelde Discos, compilation)
- 2000 : Fuerza Vol.1 (Virgin, compilation)
- 2001 : Lumbalú : me voy con el gusto (Ventilador Music, album)
- 2008 : Visca la vida : 10 anys hace color (compilation)
- 2010 : Bongo Botrako : Todos los días sale el sol (Kasba Music, album)
- 2011 : Lucha Amada - Musika Rebelde (double compilation)